# Mansour Matloubi
Mansour Matloubi is een professioneel Iraans pokerspeler.
Matloubi was zeer actief in toernooipoker in de jaren 90 van de 20e eeuw. Hij was de eerste niet-Amerikaan die het Main Event van de World Series of Poker wist te winnen. In 1993 was hij opnieuw dicht bij de overwinning in het Main Event, maar werd uitgeschakeld op de vierde plaats door Jim Bechtel, de latere winnaar.
Matloubi speelt op het moment vrijwel geen toernooien meer in de Verenigde Staten, hij speelt liever in Europa.
In totaal heeft Matloubi meer dan $1,9 miljoen bij elkaar gewonnen in live-toernooien.
Moss (3) · Slim · Pearson · Roberts · Brunson (2) · Baldwin · Fowler · Ungar (3) · Straus · McEvoy · Keller · Smith · Johnston · Chan (2) · Hellmuth · Matloubi · Daugherty · Dastmalchi · Bechtel · Hamilton · Harrington · Seed · Nguyen · Furlong · Ferguson · Mortensen · Varkonyi · Moneymaker · Raymer · Hachem · Gold · Yang · Eastgate · Cada · Duhamel · Heinz · Merson · Riess · Jacobson · McKeehen · Nguyen · Blumstein · Cynn · Ensan · Salas · Aldemir · Jørstad  · Weinman · Tamayo